# 林秉南
林秉南（1920年4月21日—2014年1月3日），少时名秉兰，字士光，男，原籍福建莆田，生于马来西亚，中国水利学与河流动力学家，中国科学院院士。曾任中国水利水电科学研究院高级工程师、名誉院长。

## 生平
林秉南祖籍福建省莆田县涵江镇，生于英属马来亚（今马来西亚）挂捞吡腊。父亲为林黄卷。1921年，林秉南随父母回国，定居广州。1931年，考入广州市立师范学校附中。1934年，入广州第一中学。1937年，高中毕业，次年考入交通大学贵州分校土木系。1942年毕业后留校任教。1943年任贵州修文资源委员会修文水电工程处技士，从事勘测设计工作。1944年，参加教育部设置的首届公费留学生考试被录取，出国前就任交通部路政司技士。1946年3月赴美，就学于依阿华州立大学，1947年，获硕士学位。1951年，获博士学位。1952年，应邀去美国科罗拉多州立大学任教并从事研究。1956年初，携全家回国。在中国科学院水工室、水利水电科学研究院水力学所任职。并先后受聘为清华大学兼职教授，武汉水利电力学院名誉教授，1980-1981年，还到美国科罗拉多州立大学任客座教授。1985年，加入中国共产党。1991年当选为中国科学院学部委员（院士）。2014年1月3日在北京病逝，享耆壽94岁。